# Trade (película)
Trade (España: Trade. El precio de la inocencia, México: Crimen sin perdón) es una película alemana de 2007 producida por Roland Emmerich y Rosilyn Heller, dirigida por Marco Kreuzpaintner e interpretada por Kevin Kline, César Ramos, Alicja Bachleda, Paulina Gaitán, Marco Pérez, Linda Emond, Zack Ward, Kate del Castillo, Tim Reid y Pasha D. Lychnikoff.

## Sinopsis
La película trata sobre el millonario «negocio» de la trata y explotación sexual (esclavitud) de mujeres, niñas y niños desde México hacia Estados Unidos, principalmente.
Los protagonistas son una pareja de hermanos mexicanos, Adriana (Paulina Gaitan) y Jorge (César Ramos): una niña de 13 años raptada y su hermano de 17 años, que anda tras sus pasos, quien es presentado como un pilluelo vinculado a delitos con turistas en México. A Jorge se le suma un policía con una historia familiar que lo involucra emocionalmente con el tráfico sexual (Kevin Kline). Será en el automóvil de este último, en el que el hermano de Adriana atravesará escondido la frontera, para finalmente juntos rastrear a contrarreloj el negocio que se mueve mediante subastas secretas en Internet.
Otra de las historias enlazadas es el de una chica polaca y madre soltera llamada Verónica (Alicja Bachleda), quien llega a USA -mediante engaños- en busca de trabajo pero cae en la red; posteriormente, ayudará a Adriana en sus intentos por huir.
El filme está basado en The Girls Next Door, una historia de Peter Landesman publicada en enero de 2004 en The New York Times Magazine; reportaje que causó gran impacto, no únicamente por la tragedia narrada, sino por el sensacionalismo con que se contaba.

## Reparto
- Kevin Kline como Ray Sheridan
- César Ramos como Jorge
- Paulina Gaitan como Adriana
- Alicja Bachleda como Veronica
- Marco Pérez como Manuelo
- Linda Emond como Patty Sheridan
- Zack Ward como Alex Green
- Kate del Castillo como Laura
- Tim Reid como Hank Jefferson
- Pavel Lychnikoff como Vadim Youchenko
- Natalia Traven como Lupe